# Symfonie nr. 23 (Mjaskovski)
Nikolaj Mjaskovski componeerde zijn Symfonie nr. 23 in A-mineur in naar zeggen tien dagen in december 1941. Mjaskovski was gedurende die jaren (1941-1945) op de vlucht voor Hitlers Duitsland. Hij werd min of meer gedwongen met de frontlinie mee te verhuizen tot ver in de Kaukasus; eerst naar Naltsjik, later naar Tbilisi om vervolgens in Almaty te eindigen. Gedurende die periode pikte hij allerlei Sovjet volksmelodieën op. Deze kwamen aangepast in deze symfonie terecht. Daarbij speelde tevens mee dat Stalin destijds voorstander was om de republieken meer samen te binden, onder meer door het (gedwongen) verwerken van elkanders volksmuziek in composities. Mjaskovski had daar in dit geval dus voordeel bij, dat hij elders werd ondergebracht. De symfonie, met name de delen 1 en 2 klinkt zelfs voor Mjaskovski's doen somber; meestal bleef hij in melancholie steken, maar hier gaat hij verder. Ze zijn gebaseerd op sagen van de Nart. Deel 3 is gebaseerd op de lezginka, een snelle volksdans en hiermee voldeed de componist geheel aan de wensen van Stalin.

## Delen
1. Lento - Allegro alla marcia
2. Andante molto sostenuto
3. Allegro vivace

## Discografie
- Het USSR- radiosymfonieorkest o.l.v. Aleksandr Kovalev op diverse Russische platenlabels
- Alto ALC 1024 (Olympia Compact Discs Ltd. 744) (bron)/ Warner 2564 69689-8 (cd): Academisch Symfonieorkest van de Russische Federatie o.l.v. Jevgeni Svetlanov.

Symfonie nr. 1 · 2 · 3 · 4 · 5 · 6 · 7 · 8 · 9 · 10 · 11 · 12 · 13 · 14 · 15 · 16 · 17 · 18 · 19 · 20 · 21 · 22 · 23 · 24 · 25 · 26 · 27